# Guatemaalse roodlijf
De Guatemaalse roodlijf (Brachypelma sabulosum) is een bodembewonende spin, die behoort tot de vogelspinnen (Theraphosidae). Deze donkergekleurde spin is endemisch in Guatemala. De spin overleeft bij een temperatuur tussen 22 en 26 graden Celsius en een luchtvochtigheid van 70%.
De Guatemaalse roodlijf groeit bijzonder traag, maar wordt wel gemiddeld 15 jaar oud. Deze relatief grote spin kan een lichaamslengte bereiken van ongeveer acht centimeter en is te verwarren met de gelijkende Brachypelma vagans. In het volwassen stadium heeft de Guatemaalse roodlijf minder rode haren op het abdomen waardoor de kleur van het achterlijf meer neigt naar zwart. Deze soort is ook relatief rustig en zal niet snel met brandharen strooien. In een terrarium is deze spin overdag zelden te zien, de spin is nachtactief en gaat in het donker op zoek naar prooien.
In het juveniele stadium wordt deze spin weleens verward met Brachypelma vagans en Brachypelma angustum.